# قریه‌نور
قریه‌نور، روستایی از توابع بخش مرکزی شهرستان بهبهان در استان خوزستان ایران است.

## جمعیت
این روستا در دهستان حومه قرار دارد و براساس سرشماری مرکز آمار ایران در سال ۱۳۸۵، جمعیت آن زیر سه خانوار بوده‌است.